# 马修·德比夏尔
馬迪·達比舒亞（英語：Matt Derbyshire，1986年4月14日—），英格蘭足球運動員，司職前鋒，現效力於塞浦路斯甲組足球聯賽球會AEK拉亞拿卡。

## 生平

### 球會
布力般流浪
達比舒亞年幼開始便是布力般流浪球迷，曾經拒絕加盟曼聯青年軍。成名後他曾於對曼聯的聯賽賽事當中射入一球。達比舒亞較為突出的表現是2007年1月28日英格蘭足總盃對盧頓一役射進兩球及有一個助攻，帶領布力般流浪作客以4-0擊敗對手，進入第四圈。
2009年1月28日達比舒亞獲准外借到希臘足球超級聯賽球隊奧林比亞高斯6個月。3月6日達比舒亞在希臘盃八強次回合對後補上陣，在加時下半場頂入個人在希臘的首個入球，為球隊鎖定2-0，累計2-1勝局晉級準決賽。3月16日聯賽5-0大勝，達比舒亞以後補身份梅開二度。4月6日正選上陣的達比舒亞在2-1戰勝再入1球，是他加盟以來上陣7場比賽的第5個入球。在上陣11場射入6球兼協助球隊贏得聯賽冠軍及晉級希臘盃決賽後，於4月底有傳言奧林比亞高斯與布力般流浪商討正式收購達比舒亞，但其經理人否認。5月2日希臘盃決賽對AEK雅典，球隊在落後0-2才調入達比舒亞，他不負所托射入兩球，4-4平手完場需以互射十二碼定勝負，有兩人被逐只餘9人的奧林比亞高斯以19-18贏得這場馬拉松的十二碼大戰，達比舒亞在兩輪十二碼均射入，為其借用期劃上完美的句號。
奧林比亞高斯
2009年5月31日奧林比亞高斯向布力般流浪提出正式收購達比舒亞，於6月18日兩會達成交易協議，6月23日達比舒亞通過體檢後正式加盟奧林比亞高斯，簽約四年。但僅效力一季後達比舒亞便被外借返回英超，加盟伯明翰城一整個球季，更可於借用期滿後買斷。但他卻一直未獲重用，13場聯賽上陣大部為後補身份，沒有入球進帳，僅在盃賽取得3個入球，隨著伯明翰城於球季結束後降班英冠，達比舒亞的正式加盟夢想亦成泡影。
諾定咸森林
2011年8月10日達比舒亞重返英格蘭加盟由前國家隊領隊麥卡倫執教的英冠球會諾定咸森林，沒有透露轉會費的金額，簽約三年。

### 國家隊
達比舒亞曾是英格蘭U21的重心球員，他曾出戰2007年歐洲U-21足球錦標賽，並在對塞爾維亞的賽事當中射入一記具爭議性的入球。事源達比舒亞趁對方有球員受傷倒地的情況下，沒有把皮球踢走讓對方軍醫有機會進場治理傷者，反而即時把球射進網內。事後他表示他並未看見對方有球員受傷。

## 榮譽
- 希臘足球超級聯賽
  - 冠軍：2008/09年；
- 希臘盃
  - 冠軍：2009年；

## 外部連結
- 足球数据库：马修·德比夏尔的球员统计数据